# Konstantyn Carbonell Sempere
Konstantyn Carbonell Sempere (hiszp.) Constantino Carbonell Sempere (ur. 12 kwietnia 1866 w Alcoy, zm. 23 sierpnia 1936 w Tabernes de Valldigna) – błogosławiony Kościoła katolickiego, prezbiter, męczennik okresu wojny domowej w Hiszpanii, ofiara prześladowań antykatolickich, jezuita.

## Życiorys
Do Towarzystwa Jezusowego został przyjęty 12 kwietnia 1866 roku. Sakrament święceń przyjął w 1901 po czym skierowany został do pracy w kolegium jezuickim w Gandii, gdzie prócz działalności dydaktycznej pełnił obowiązki przełożonego i ekonoma. Powołanie realizował jako spowiednik. Po wprowadzeniu w 1932 roku przez rząd republikański dekretu o likwidacji zakonu jezuitów w Hiszpanii, na terenach opanowanych przez republikanów pozostało 660 zakonników. Spośród stu szesnastu jezuitów zamordowanych w latach 1936–1937 Konstantyn Carbonell Sempere jest jednym z jedenastu beatyfikowanych męczenników, którzy mimo narastającego terroru kontynuowali posługę wśród wiernych, otaczając opieką jezuitów pozostałych na miejscu po zamknięciu kolegium. Po aresztowaniu, które nastąpiło 26 lipca 1936, umieszczony został w prowizorycznym więzieniu, na które zaadaptowano budynek szkolny, razem z Piotrem Gelabertem Amerem i Rajmundem Grimaltós Monllorem, dołączając do uwięzionego wcześniej Tomasza Sitjara Fortiy. Konstantyn Carbonell Sempere został rozstrzelany przez republikanów razem z braćmi zakonnymi Piotrem Gelabertem Amerem i Rajmundem Grimaltós Monllorem w Tabernes de Valldigna w dniu 23 sierpnia.
Uznany został przez Kościół rzymskokatolicki za ofiarę nienawiści do wiary (łac. odium fidei).
Badanie okoliczności śmierci i materiały zaczęto zbierać w 1950. Proces informacyjny rozpoczął się 8 lipca 1952 w Walencji i trwał do 1956. Beatyfikowany w grupie wyniesionych na ołtarze męczenników z zakonu jezuitów, prowincji Aragonia, zamordowanych podczas prześladowań religijnych 1936–1939, razem z Józefem Aparicio Sanzem i 232 towarzyszami, pierwszymi wyniesionymi na ołtarze Kościoła katolickiego w trzecim tysiącleciu przez papieża Jana Pawła II. Uroczystość beatyfikacji miała miejsce na placu Świętego Piotra w Watykanie w dniu 11 marca 2001 roku.
Miejscem kultu Konstantyna Carbonell Sempere jest archidiecezja walencka. Relikwie spoczywają w Residencia San Francisco de Borja (Gandia).
Wspomnienie liturgiczne obchodzone jest przez katolików w dzienną rocznicę śmierci (23 sierpnia) oraz w grupie Józefa Aparicio Sanza i 232 towarzyszy (22 września).